# Baronissi
Baronissi es una localidad y comune italiana de la provincia de Salerno, región de Campania, con 16 751 habitantes.

## Evolución demográfica
| Gráfica de evolución demográfica de Baronissi entre 1861 y 2001 |
|                                                                 |
| Fuente ISTAT - elaboración gráfica de Wikipedia                 |